# Oumar Touré (úszó)
Oumar Touré (Cannes, 1996. január 24. –) mali úszó, olimpikon.

## Élete
2014-ben, a kínai Nanking városában megrendezett II. nyári ifjúsági olimpiai játékokon 30. lett 50 méter gyorson, 50 méter pillangón pedig a 32. helyen zárt. Húszévesen, Mali olimpiai csapatának tagjaiként ott volt a 2016-os riói játékok férfi 100 méteres pillangóversenyen. Előfutamában az első helyen végzett ugyan, de 57,56 másodperces időeredménye kevés volt ahhoz, hogy továbbjusson az elődöntőbe, így pedig csak a 41. lett.
2013-ban, a barcelonai úszó-világbajnokságon 50 és 100 méter pillén állt rajthoz. 50 méteren az 54., míg 100 méteren – az 57 fős mezőnyben – az 53. helyen zárt. A 2015-ös kazanyi vb-n 50 méter pillangón lett az 53., míg 100 méteren a 61. helyen végzett. Két évvel később részt vett a 2017-es budapesti világbajnokságon is, ahol a férfi 100 méteres pillangóúszók 72 fő mezőnyében a 62. helyet sikerült megszereznie, és ugyancsak medencébe ugrott 50 méteren is, azonban már az előfutamok során kiesett (kizárták).
2014-ben ott volt a dohai rövid pályás úszó-világbajnokságon, ahol 50 méter gyorson és pillében, valamint 100 méteren pillében mérettette meg magát. Az elődöntőbe ugyan nem jutott be gyorson, de így is a középmezőnyben végzett, hiszen a 173 induló között (23,49 időeredményével) a 81. helyet sikerült megszereznie. Az 50 méteres pillangót (25,35-el) a 71., míg a 100 méteres pillét (57,14-dal) a 66. helyen zárta.

## Egyéni rekordjai
| Versenyszám        | Időeredmény | Esemény                                  | Helyszín  | Dátum       |
| 50 méteres medence |             |                                          |           |             |
| 50 m pillangó      | 26,09       | 2013-as úszó-világbajnokság              | Barcelona | július 28.  |
| 100 m pillangó     | 57,52       | 2017-es úszó-világbajnokság              | Budapest  | július 28.  |
| rövid pálya (25 m) |             |                                          |           |             |
| 50 m gyors         | 23,49       | 2014-es rövid pályás úszó-világbajnokság | Doha      | december 4. |
| 50 m pillangó      | 25,35       | 2014-es rövid pályás úszó-világbajnokság | Doha      | december 5. |
| 100 m pillangó     | 57,14       | 2014-es rövid pályás úszó-világbajnokság | Doha      | december 3. |